# Университет MODUL
Венский университет MODUL — частный университет, основанный в 2007 году в Вене, Австрия. Занимается научными исследованиями и образованием в сфере туризма, новых технологий средств массовой информации и общественного управления.

## Программы обучения
Университет проводит научные исследования и программы обучения по следующим востребованным и перспективным направлениям:
- Новые средства информации
- Общественное управления и менеджмент
- Гостиничное дело и туризм

Венский университет MODUL является первым университетом в Австрии, который готовит студентов и аспирантов в области туризма и гостиничного бизнеса.
В университете MODUL можно получить степень бакалавра, степень магистра, а также MBA — магистр бизнес-администрирования.
Обучение проходит на английском языке.